# Tzintzuntzan

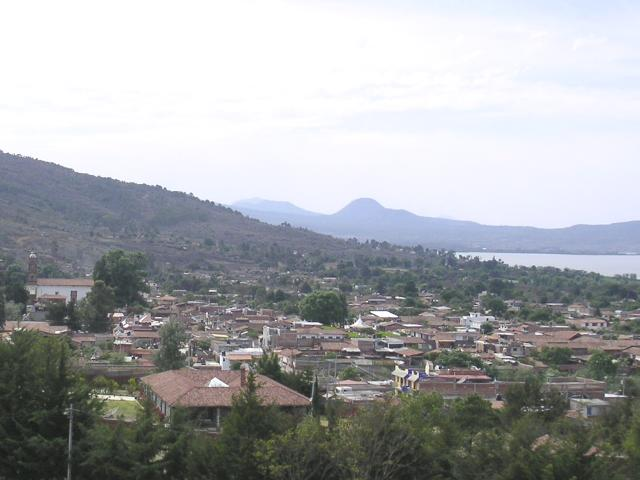
Widok na miasto ze stanowiska archeologicznego

Tzintzuntzanⓘ – miasto w Meksyku, w stanie Michoacán, w odległości 52 km od stolicy stanu Morelii. W 2010 roku liczyło ok. 3,5 tys. mieszkańców. W pobliżu znajduje się stanowisko archeologiczne Tzintzuntzan.

## Historia
Od XII w. Tzintzuntzan było ostatnią stolicą państwa Tarasków, którzy nigdy nie zostali podbici przez Azteków.